# Андерсон Ньянгбо
Андерсон Ньянгбо (фр. Anderson Niangbo, нар. 6 жовтня 1999, Абіджан) — івуарійський футболіст, нападник клубу «Гент». На умовах оренди грає за казахстанський клуб «Актобе».
Виступав, зокрема, за клуби «Ліферінг» та «Вольфсберг», а також молодіжну збірну Кот-д'Івуару.

## Клубна кар'єра
Народився 6 жовтня 1999 року в місті Абіджан. Розпочав займатись футболом на батьківщині, а у січні 2018 року він переїхав до Австрії у «Ред Булл» (Зальцбург), де отримав контракт до червня 2022 року і став виступати за фарм-клуб «Ліферінг», в якому зі півтора роки взявши участь у 33 матчах другого дивізіону Австрії.
6 липня 2019 року Ньянгбо був відданий в оренду в «Вольфсберг», зігравши за команду за пів року 17 матчів і забивши 7 м'ячів в рамках австрійської Бундесліги. У складі «Вольфсберга» був одним з головних бомбардирів команди, маючи середню результативність на рівні 0,41 гола за гру першості.
У січні 2020 року став гравцем бельгійського «Гента», підписавши угоду на 4,5 роки. 25 січня 2020 року дебютував за новий клуб у матчі вищого дивізіону чемпіонату Бельгії проти «Генка», вийшовши на заміну замість Романа Безуса, і відзначився забитим м'ячем. За півтора року відіграв за команду з Гента 25 матчів у національному чемпіонаті.
У серпні 2021 року повернувся до Австрії, на умовоах однорічної оренди приєднавшись до грацького «Штурма».

## Виступи за збірні
2013 року дебютував у складі юнацької збірної Кот-д'Івуару (U-17), з якою виграв Юнацький кубок африканських націй у Марокко, забивши на турнірі два м'ячі. Того ж року зіграв на чемпіонаті світу серед юнацьких команд а ОАЕ, дійшовши до чвертьфіналу.
2015 року залучався до складу молодіжної збірної Кот-д'Івуару, з якою брав участь у Африканському чемпіонаті U-20 в Сенегалі, забивши на турнірі один м'яч, але команда не вийшла з групи. Всього на молодіжному рівні зіграв у 5 офіційних матчах, забив 1 гол.

## Статистика виступів

### Статистика клубних виступів
| Сезон                | Команда              | Чемпіонат            | Чемпіонат | Чемпіонат | Національний кубок | Національний кубок | Національний кубок | Континентальні кубки | Континентальні кубки | Континентальні кубки | Інші змагання | Інші змагання | Інші змагання | Усього | Усього | Усього |
| Сезон                | Команда              | Ліга                 | Ігор      | Голів     | Ліга               | Ігор               | Голів              | Ліга                 | Ігор                 | Голів                | Ліга          | Ігор          | Голів         | Ігор   | Голів  |        |
| -------------------- | -------------------- | -------------------- | --------- | --------- | ------------------ | ------------------ | ------------------ | -------------------- | -------------------- | -------------------- | ------------- | ------------- | ------------- | ------ | ------ | ------ |
| січ.-черв. 2018      | «Ліферінг»           | 1Л (ІІ)              | 15        | 1         | -                  | -                  | -                  | -                    | -                    | -                    | -             | -             | -             | 15     | 1      |        |
| 2018–19              | «Ліферінг»           | 2Л (ІІ)              | 18        | 3         | -                  | -                  | -                  | -                    | -                    | -                    | -             | -             | -             | 18     | 3      |        |
| Усього за «Ліферінг» | Усього за «Ліферінг» | Усього за «Ліферінг» | 33        | 4         |                    | -                  | -                  |                      | -                    | -                    |               | -             | -             | 33     | 4      |        |
| 2019-січ. 2020       | «Вольфсберг»         | БЛ                   | 17        | 7         | КА                 | 3                  | 2                  | ЛЄ                   | 6                    | 0                    | -             | -             | -             | 26     | 9      |        |
| січ.-черв. 2020      | «Гент»               | СЛ                   | 17        | 7         | КБ                 | 0                  | 0                  | ЛЄ                   | 0                    | 0                    | -             | -             | -             | 4      | 2      |        |
| Усього за кар'єру    | Усього за кар'єру    | Усього за кар'єру    | 54        | 13        |                    | 3                  | 2                  |                      | 6                    | 0                    |               | -             | -             | 63     | 15     |        |

## Титули і досягнення
- Володар Кубка Австрії:

«Вольфсбергер»: 2024/25
Збірні
- Чемпіон Африки (U-17): 2013